# Sciobia umbraculata
Sciobia umbraculata is een rechtvleugelig insect uit de familie van de krekels (Gryllidae). De wetenschappelijke naam werd gepubliceerd in 1758 door Carl Linnaeus in de tiende editie van Systema naturae.